# Comarca del Mar Menor
Mar Menor è una delle 12 comarche della Regione di Murcia. Conta 107.088 abitanti (2012) ed ha come capoluogo la città di San Javier. Tradizionalmente appartenente al Campo de Cartagena, la comarca del Mar Menor venne definita nella propuesta de comarcalización approvata dal Consiglio Regionale di Murcia nel 1980 ma mai approvata dall'Assemblea Regionale.
La comarca prende il nome dal Mar Menor che bagna la costa di tre dei quattro comuni della comarca.

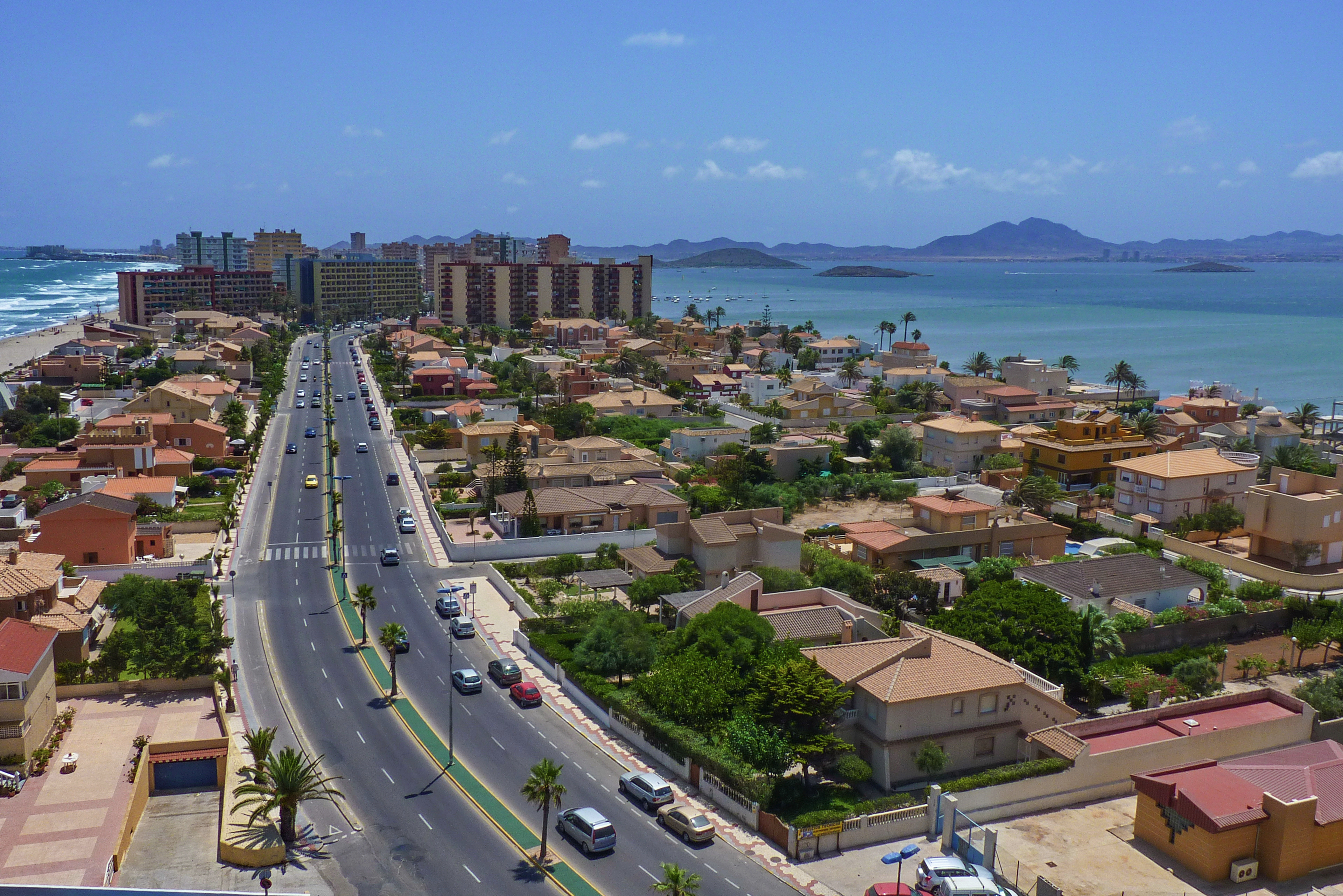
La Manga del Mar Menor.

Dispone di due aree naturali protette: il parco regionale Salinas y Arenales de San Pedro del Pinatar e l'area protetta di Cabezo Gordo nel comune di Torre-Pacheco. Possiede inoltre 27 spiagge (14 affacciate sul Mar Menor e 13 sul Mediterraneo) e la maggior parte del territorio della Manga del Mar Menor.
La comarca è attraversata dall'autostrada AP-7 Barcellona-Algeciras e da due superstrade per Murcia. A San Javier, in località Santiago de la Ribera, si trova l'Aeroporto Internazionale di Murcia-San Javier.

## Comuni
|                       | \| Comune \| Abitanti \| \| --------------------- \| -------- \| \| San Javier \| 30.653 \| \| Torre-Pacheco \| 30.351 \| \| San Pedro del Pinatar \| 23.272 \| \| Los Alcázares \| 15.171 \| |
| Comune                | Abitanti |
| San Javier            | 30.653 |
| Torre-Pacheco         | 30.351 |
| San Pedro del Pinatar | 23.272 |
| Los Alcázares         | 15.171 |

| Controllo di autorità | BNE (ES) XX461972 (data) |